# التدخل الكوبي في أنغولا

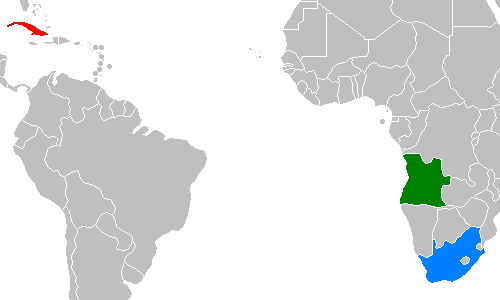
خريطة لكوبا (أحمر)، أنغولا (أخضر)، وجنوب أفريقيا (أزرق)

في نوفمبر 1975، وعشية استقلال أنغولا، بدأت كوبا بتدخل عسكري واسع النطاق دعماً للحركة الشعبية لتحرير أنغولا (MPLA) ذات الميول اليسارية ضد تدخلات جنوب أفريقيا وزائير المدعومة من الولايات المتحدة دعماً لاثنين من حركات التحرير الأخرى المتنافسة على السلطة في البلاد، الجبهة الوطنية لتحرير أنغولا (FNLA) والاتحاد الوطني للاستقلال الكامل لأنغولا (يونيتا). بنهاية عام 1975 بلغت عدد القوات الكوبية في أنغولا أكثر من 25 ألف جندي. بعد انسحاب زائير وجنوب أفريقيا، ظلت القوات الكوبية في أنغولا لدعم حكومة الحركة الشعبية لتحرير أنغولا ضد يونيتا في الحرب الأهلية الأنغولية المستمرة.
في عام 1988، تدخلت القوات الكوبية مرة أخرى لتجنّب كارثة عسكرية وذلك في هجومٍ للحركة الشعبية لتحرير أنغولا (إف إيه بي إل إيه) -المدعومة من الاتحاد السوفيتي- على الـ يونيتا (الاتحاد الوطني للاستقلال الكلي الأنغولي) والذي كان ما يزال مدعومًا من قبل جنوب أفريقيا، مؤديًا ذلك إلى معركة كويتو كوانافال. فرض الأفارقة الجنوبيون حصارًا على القاعدة الرئيسية في كويتو كوانافال لاثني عشر شهرًا قبل أن يكسر 12000 جندي الحصار. عُدَّ هذا التحول في الأحداث الدافعَ الأكبر لنجاح محادثات السلام التي استمرت حتى قادت في نهايتها إلى اتفاقية نيويورك؛ الاتفاقية التي انسحبت بموجبها قوات كوبا وجنوب أفريقيا من أنغولا، ونالت فيها جنوب غرب أفريقيا استقلالها عن جنوب أفريقيا. انتهى التدخل العسكري الكوبي في أنغولا في عام 1991، بينما استمرت الحرب الأهلية الأنغولية حتى عام 2002. بلغ مجموع الخسائر الكوبية في أنغولها 10000 بين قتيلٍ وجريحٍ ومفقود.

## خلفية

### فشل معاهدة ألفور والحرب الأهلية
فاجأت ثورة القرنفل في 25 أبريل 1974 في البرتغال العالمَ وباغتت الحركات المستقلة في مستعمراتها غير المُعدّة التي أقامت بها مؤخرًا. بعد مفاوضات سلسة، نالت الموزمبيق استقلالها في 25 يونيو عام 1975، لكن بقيت السيطرة الأنغولية في تنازعٍ بين الحركات الثلاث المستقلة المتنافسة الحركة الشعبية لتحرير أنغولا (إم بي إل إيه) والجبهة الوطنية لتحرير أنغولا (إف إن إل إيه) ويونيتا في أنغولا، بالإضافة إلى جبهة تحرير كابيندا (إف إل إي سي) في كابيندا.
حتى الاستقلال، تمثّلت أولوية الحركات المستقلة في قتال القوى الاستعمارية ولم تكن لديها في البداية أي تحالفاتٍ واضحة. قبل أن تبدو البرتغال كعدو مشترك لتلك الحركات، سادت النزاعات العقائدية والعرقية بشكل رئيس. اندلع القتال بين الحركات الثلاث في نوفمبر 1974 بدايةً في لواندا، وسرعان ما انتشر إلى كافة أنغولا. لم تظهِر الحكومة البرتغالية اليسارية الجديدة الكثير من الاهتمام للتدخل، لكنها غالبًا ما كانت تميل إلى الحركة الشعبية لتحرير أنغولا. وسرعان ما بدت البلاد مقسّمة ضمن مناطق نفوذ مختلفة؛ حازت فيها الجبهة الوطنية لتحرير أنغولا على شمال أنغولا، وحازت الـ يونيتا على وسط الجنوب. واستولت الحركة الشعبية لتحرير أنغولا بشكل رئيس على الخط الساحلي أقصى الجنوب الشرقي، وفي نوفمبر 1974، أحكمت سيطرتها على كابيندا. أخّر تنازع الحركات الرئيسية الثلاث تسليم السلطة. فقد أثبتت معاهدة ألفور، التي صادقت عليها الحركات الثلاث بالإضافة إلى البرتغال في 15 يناير، أنها لم تؤمّن أساسًا متينًا لهذا الإجراء. شكّلت هذه الاتفاقية حكومة انتقالية ليكون هناك تكوين متساوٍ للحركات الثلاث الكبرى المستقلة بالإضافة إلى البرتغال. جرت تأدية اليمين الدستورية في 31 يناير 1975؛ وعُيّن يوم الاستقلال في 11 نوفمبر 1975؛ الذي وافق اليوم نفسه من وقف إطلاق النار. لم تكن جبهة تحرير كابيندا جزءًا من المعاهدة لأنها كانت تحارب في سبيل استقلال كابيندا؛ التي قطنها البرتغاليون بصفتها أرضًا مستحاطة تابعة لأنغولا.
استؤنف القتال في لواندا (الذي اعتبرته الحركة الشعبية لتحرير أنغولا «حرب التحرير الثانية») بالكاد بعد يوم واحد من تولّي الحكومة الانتقالية السلطة. كانت قوات الجبهة الوطنية، التي نُقلت جوًّا من زائير، قد اتخذت مواقعها في لواندا منذ أكتوبر 1974. ولم تتعقّبها الحركة الشعبية لتحرير أنغولا لاحقًا إلا بأعداد قليلة. حتى تلك اللحظة، أبدت الحركة الشعبية لتحرير أنغولا واليونيتا كل ما دلّ على نيّتهما بالالتزام بمعاهدة ألفور. اندلع القتال في لواندا بين الحركة الشعبية لتحرير أنغولا والجبهة الوطنية لتحرير أنغولا المدعومة من قبل الولايات المتحدة ورئيس جمهورية الكونغو الديمقراطية موبوتو سيسي سيكو. بحلول مارس، سيطرت الجبهة الوطنية من شمال أنغولا على لواندا منضمة إليها وحداتٌ من الجيش الزائيري كانت الولايات المتحدة قد شجعت موبوتو على إرسالها. في 28 أبريل، استكملت الحركة الشعبية لتحرير أنغولا موجتها الثانية من الهجمات وفي بداية مايو، عبر مئتا جندي زائيري إلى شمال أنغولا مع عتادهم.
في البداية، تقهقرت الحركة الشعبية التي ضَعُفت إلى الجنوب، ولكن مع وصول الدعم من الاتحاد السوفيتي في النهاية نجحت في دحر الجبهة الوطنية من لواندا في 9 يوليو. اتخذت الجبهة الوطنية مواقعها شرق كيفانغودو، في الضواحي الشرقية للعاصمة حيث استجمعت قواها وأجهزت على كل أثرٍ تبقى للحركة الشعبية في المقاطعتين الشماليتين أويغي وزائير.
اتسع القتال إلى كافة أنحاء البلاد. حاولت الحركات المستقلة الاستيلاء على النقاط الرئيسية الاستراتيجية والأكثر منها أهمية، العاصمة، في يوم الاستقلال. قال رئيس الولايات المتحدة جيرالد فورد، في اجتماع مجلس الأمن القومي الأمريكي (إن إس سي) في 27 يونيو 1975، إنه على الرغم من الانتخابات المخطط لها، فمن الأهمية بمكان أن يحصل «رجُله» على الأولوية -في إشارته إلى قائد اليونيتا اللاحق جوناس سافيمبي- في حكم لواندا قبل الانتخابات. وقد أشار آرثر شليزنجر في الاجتماع ذاته إلى أن الولايات المتحدة كانت تسعى لتفكيك أنغولا. فكابيندا في يد موبوتو ستعني لها المزيد من الأمن للموارد البترولية.

### التدخل الأجنبي
مع بداية ستينيات القرن العشرين، حصلت الحركات المستقلة الثلاث على دعم مجموعة واسعة من الدول، وحتى في بعض الحالات من الدول ذاتها. بحلول الاستقلال، كانت قد تلقّت الجبهة الوطنية لتحرير أنغولا واليونيتا مساعداتٍ من كل من الولايات المتحدة وزائير وجنوب أفريقيا والصين.
في الوقت الذي كانت فيه البرتغال في أنغولا، ترتب على الحركات تأمين مقرّات لها في الدول المستقلة المجاورة. ما جعل ليوبولدفيل في الكونغو (زائير/ جمهورية الكونغو الديمقراطية، البلجيكية سابقًا) تبدو خيارًا منطقيًا لكلتا الحركتين الجبهة الوطنية والحركة الشعبية. بعد طردها من ليوبولدفيل (كينشاسا الآن) في نوفمبر 1963، عبرت الحركة الشعبية عبر نهر الكونغو إلى مدينة برازافيل الفرنسية في الكونغو (عاصمة الكونغو)، بدعوةٍ من الحكومة اليسارية هناك. وبقيت الجبهة الوطنية في ليوبولدفيل، الكونغو التي ارتبطت بها بشكل وثيق وتلقّت جُلّ دعمها منها. ناسَبَ قائد الجبهة الوطنية هولدين روبيرتو موبوتو ممتنًا له على أفضاله العديدة السابقة. على مر السنوات، غدت الجبهة الوطنية أكثر من مجرد امتداد للقوات المسلحة لموبوتو. فقد جاء معظم دعم زائير بشكل غير مباشر من الولايات المتحدة، التي كان لقائدها موبوتو علاقات وثيقة تربطه معها. اعتُبرت زائير أول دولة ترسل قواتٍ إلى أنغولا في مارس عام 1975، وتقاتلُ ضد الحركة الشعبية لتحرير أنغولا بحلول صيف ذلك العام.